# Кристофферсон, Крис
Кри́стоффер Кристо́фферсон (англ. Kristoffer Kristofferson; 22 июня 1936, Браунсвилл, Техас, США — 28 сентября 2024, Мауи, Гавайи) — американский кантри-певец, автор песен, актёр. В 1960-е годы под влиянием творчества Боба Дилана изменил облик музыки кантри, развернув её от эксплуатации шаблонных ковбойских и романтических мотивов к более глубоким формам личностного выражения. Член Зала Славы кантри («Me and Bobby McGee», «Help Me Make It Through the Night», A Star Is Born), лауреат Грэмми (1972, 1974, 1975).

## Биография
Кристофферсон родился 22 июня 1936 года в Браунсвилле, Техас. Его отцом был Ларс Генри Кристофферсон, офицер Воздушного корпуса Армии США (позднее генерал-майор ВВС США), из шведов-протестантов (дед Криса был офицером в шведской армии), а матерью — Мэри Энн (урожденная Эшбрук), происходившей из немецкой семьи, отчасти, фризской.
Как военный вертолётчик, в начале 1960-х годов служил в американской армии (в Западной Германии). В 1965 году демобилизовался в звании капитана.
В 1968 году, вернувшись в США, заинтересовался творчеством Боба Дилана и начал писать песни для таких исполнителей, как Джерри Ли Льюис, Джонни Кэш и Дженис Джоплин (её самый известный хит «Me and Bobby McGee»). В 1971 году на волне бардовского движения в США записал первый сольный альбом, а в своих поздних песнях перешёл на общественно значимые темы, критикуя политику США в Центральной Америке и Ираке.
Снимался, как актёр, в кино: самые известные фильмы — «Алиса здесь больше не живёт» (1974) с Эллен Бёрстин, «Звезда родилась» (1976) с Барброй Стрейзанд и «Конвой» (1978) c Эли Макгроу. Снимался в фантастических картинах («Тысячелетие», «Блэйд», «Планета обезьян»).

## Личная жизнь
Крис Кристофферсон был женат три раза и имел восемь детей. С 1960 по 1969 год Кристофферсон был женат на своей школьной подруге Френсис Бир, в этом браке родилось двое детей — дочь Трейси и сын Крис. После этого Кристоферсон некоторое время встречался с Дженис Джоплин и Барброй Стрейзанд.
С 1973 по 1980 год он был женат на певице Рите Кулидж, в браке с которой у него родилась дочь Кейси.
С 1983 года был женат на Лизе Мейерс. В этом браке родилось пятеро детей — сын Джесси Тёрнер, сын Джоди Рей, сын Джонни Кэш, дочь Келли Мария и сын Блейк Кэмерон.
Кристофферсон умер в своём доме на острове Мауи, штат Гавайи, 28 сентября 2024 года. Ему было 88 лет.

## Награды и номинации

### Grammy Awards
Кристофферсон выиграл три конкурсных «Грэмми» из тринадцати номинаций. В 2014 году он получил премию Lifetime Achievement Award.
| Год  | Категория                                               | Номинированная работа                             | Результат |
| ---- | ------------------------------------------------------- | ------------------------------------------------- | --------- |
| 1971 | Song of the Year                                        | «Me and Bobby McGee»                              | Номинация |
| 1971 | Song of the Year                                        | «Help Me Make It Through the Night»               | Номинация |
| 1971 | Best Country Song                                       | «Help Me Make It Through the Night»               | Победа    |
| 1971 | Best Country Song                                       | «Me and Bobby McGee»                              | Номинация |
| 1971 | Best Country Song                                       | «For the Good Times»                              | Номинация |
| 1973 | Best Country Song                                       | «Why Me»                                          | Номинация |
| 1973 | Best Male Country Vocal Performance                     | «Why Me»                                          | Номинация |
| 1973 | Best Country Performance by a Duo or Group              | «From The Bottle To The Bottom» (с Rita Coolidge) | Победа    |
| 1974 | Best Country Performance by a Duo or Group              | «Loving Arms» (с Rita Coolidge)                   | Номинация |
| 1975 | Best Country Performance by a Duo or Group              | «Lover Please» (с Rita Coolidge)                  | Победа    |
| 1985 | Best Country Performance by a Duo or Group              | «Highwayman» (с The Highwaymen)                   | Номинация |
| 1990 | Grammy Award for Best Country Collaboration with Vocals | Highwayman 2                                      | Номинация |
| 2014 | Grammy Lifetime Achievement Award                       | Himself                                           | Победа    |
| 2016 | Best Americana Album                                    | The Cedar Creek Sessions                          | Номинация |

## Дискография
- Kristofferson[A] (1970)
- The Silver Tongued Devil and I (1971)
- Border Lord (1972)
- Jesus Was a Capricorn (1972)
- Spooky Lady’s Sideshow (1974)
- Who’s to Bless and Who’s to Blame (1975)
- Surreal Thing (1976)
- Easter Island (1978)
- Shake Hands with the Devil (1979)
- To the Bone (1981)
- Repossessed (1986)
- Third World Warrior  (1990)
- A Moment of Forever (1995)
- The Austin Sessions (1999)
- This Old Road (2006)
- Closer to the Bone (2009)
- Feeling Mortal (2012)
- The Cedar Creek Sessions (2016)

## Избранная фильмография
| Год  |    | Русское название                                    | Оригинальное название                               | Роль                              |
| ---- | -- | --------------------------------------------------- | --------------------------------------------------- | --------------------------------- |
| 1973 | ф  | Пэт Гэрретт и Билли Кид                             | Pat Garrett & Billy The Kid                         | Билли Кид                         |
| 1974 | ф  | Принесите мне голову Альфредо Гарсиа                | Bring Me the Head of Alfredo Garcia                 | байкер                            |
| 1974 | ф  | Алиса здесь больше не живёт                         | Alice Doesn’t Live Here Anymore                     | Дэвид                             |
| 1976 | ф  | Моряк, который потерял милость моря                 | Sailor Who Fell From Grace With The Sea             | Джим Камерон                      |
| 1976 | ф  | Звезда родилась                                     | A Star Is Born                                      | Джон Норман Ховард                |
| 1978 | ф  | Конвой                                              | Convoy                                              | Мартин Пенуолд «Резиновый утёнок» |
| 1980 | ф  | Врата рая                                           | Heaven’s Gate                                       | шериф Джеймс Эверилл              |
| 1981 | ф  | Вся эта дребедень                                   | Rollover                                            | Хаббелл Смит                      |
| 1984 | ф  | Вспышка                                             | Flashpoint                                          | Бобби Логан                       |
| 1985 | ф  | Умопомрачение                                       | Trouble In Mind                                     | Хоук                              |
| 1988 | ф  | Коротышка — большая шишка                           | Big Top Pee-Wee                                     | Мейс Монтана                      |
| 1989 | ф  | Тысячелетие                                         | Millennium                                          | Билл Смит                         |
| 1991 | тф | Пара тузов в запасе: Покерная тройка                | Another Pair Of Aces: Three Of A Kind               | Рип Меткалф                       |
| 1991 | тф | Чудо в девственной глуши                            | Miracle In The Wilderness                           | Джерико Адамс                     |
| 1992 | тф | Рождество в Коннектикуте                            | Christmas In Connecticut                            | Джефферсон Джонс                  |
| 1993 | ф  | Обманутые сердца                                    | Paper Hearts                                        | Том                               |
| 1993 | ф  | Рыцари                                              | Knights                                             | Габриэль                          |
| 1995 | тф | Большие мечты и разбитые сердца: История Дотти Уэст | Big Dreams and Broken Hearts: The Dottie West Story | камео                             |
| 1995 | тф | Тед                                                 | Tad                                                 | Авраам Линкольн                   |
| 1996 | ф  | Звезда шерифа                                       | Lone Star                                           | Чарли Уэйд                        |
| 1997 | ф  | Огонь из преисподней                                | Fire Down Below                                     | Орин Хэннер-старший               |
| 1998 | ф  | Блэйд                                               | Blade                                               | Абрахам Уистлер                   |
| 1998 | ф  | Танцуй со мной                                      | Dance with Me                                       | Джон Бернетт                      |
| 1998 | ф  | Дочь солдата никогда не плачет                      | A Soldier’s Daughter Never Cries                    | Билл Уиллис                       |
| 1998 | мф | Земля до начала времён 6: Тайна Скалы Динозавров    | The Land Before Time VI: The Secret of Saurus Rock  | Док                               |
| 1999 | ф  | Расплата                                            | Payback                                             | Бронсон                           |
| 1999 | ф  | Молокаи. История отца Дэмиена                       | Molokai: The Story of Father Damien                 | Рудольф Вильгельм Майер           |
| 2001 | ф  | Планета обезьян                                     | Planet of the Apes                                  | Каруби                            |
| 2002 | ф  | Детоксикация                                        | D-Tox                                               | Док                               |
| 2002 | ф  | Блэйд 2                                             | Blade II                                            | Абрахам Уистлер                   |
| 2004 | ф  | Блэйд: Троица                                       | Blade: Trinity                                      | Абрахам Уистлер                   |
| 2005 | ф  | Пиджак                                              | The Jacket                                          | доктор Томас Бекер                |
| 2005 | ф  | Мечтатель                                           | Dreamer                                             | дед Крейн                         |
| 2006 | ф  | Нация фастфуда                                      | Fast Food Nation                                    | Руди Мартин                       |
| 2007 | ф  | Меня там нет                                        | I’m Not There                                       | рассказчик                        |
| 2009 | ф  | Обещать — не значит жениться                        | He’s Just Not That into You                         | Кен Мерфи                         |
| 2009 | ф  | Окись                                               | Powder Blue                                         | Рэндал                            |
| 2009 | мс | Умелец Мэнни                                        | Handy Manny                                         | дед                               |
| 2010 | ф  | Юхан-скиталец                                       | Yohan — Barnevandrer                                | Юхан в старости                   |
| 2011 | ф  | История дельфина                                    | Dolphin Tale                                        | Рид Хаскетт                       |
| 2012 | ф  | Радостный шум                                       | Joyful Noise                                        | Бернард Спарроу                   |
| 2012 | ф  | Чёрный дрозд                                        | Deadfall                                            | Чет Миллс                         |
| 2012 | ф  | Жизнь в мотеле                                      | The Motel Life                                      | Эрл Херли                         |
| 2014 | ф  | История дельфина 2                                  | Dolphin Tale 2                                      | Рид Хаскетт                       |
| 2018 | ф  | Блэйз                                               | Blaze                                               | Эдвин Фуллер                      |